# 휴정서원
휴정서원(休亭書院)은 대한민국 충청남도 논산시에 위치한 조선 시대의 서원이다. 1699년에 창건되었으며, 유문원, 이항길, 김정망, 권수 등을 제향하고 있다.